# 仁平站
仁平站（：／ Inp'yŏng yŏk */?）是朝鮮民主主義人民共和國平安南道新陽郡仁平劳动者区的一個鐵路車站，属于平罗线。

## 邻近车站
平罗线
新阳站 - 仁平站 - 智水站